# Lord Weary’s Castle
Lord Weary’s Castle – drugi (po zbiorku Land of Unlikeness z 1944) tomik wierszy amerykańskiego poety Roberta Lowella, opublikowany w 1946. Za tę książkę poeta w 1947 po raz pierwszy otrzymał Nagrodę Pulitzera. Wśród poruszanych tematów znalazły się zarówno nowoangielskie korzenie rodziny pisarza, jak i kwestie katolickie, oraz wydarzenia II wojny światowej. Zbiorek jest uważany za największe osiągnięcie autora. Kolejną poetycką publikacją Lowella był tomik The Mills of the Kavanaughs z 1951.